# Малий Саскачеван
Малий Саскачеван (англ. Little Saskatchewan River) — річка в західній частині канадської провінції Манітоба. 
Бере свій початок на території національного парку Райдінґ-Маунтен (англ. Riding Mountain National Park) з вод озера Оді (англ. Lake Audy) і тече близько 105 кілометрів на південь через громади Манітоби і місто Рапід-Сіті. Загальна довжина річки становить приблизно 185 кілометрів. Приблизно в 9,7 кілометрах на захід від Брендона вона зливається з річкою Ассінібойн. Басейн річки включає численні озера і три водосховища (Міннедоса, водосховище Рапід-Сіті та Уатопана). На території басейну проживає приблизно 9480 чоловік, причому протягом літа у зв'язку з котеджною забудовою популяція збільшується. На цих землях вирощують головним чином пшеницю, олійні культури і ріпакову олію.
В 1911 році географічна рада Канади надала цьому водотоку назву «Ріка Міннедоса» (англ. Minnedosa River), але повернула початкову назву в 1978 році. Деякі ранні поселенці прибули в ці місця в період розливу річки, через що помилково прийняли її за головну річку — Саскачеван.